# Euplexia euplexina
Espèce
Euplexia euplexina est une espèce de Lépidoptères de la famille des Noctuidae.

## Description
Les antennes brun clair peuvent mesurer les deux tiers de la taille du corps. Elles sont pourvues de courtes dents à double peigne qui se prolongent sous forme de poils ciliés vers l'extrémité de l'antenne. Les palpes sont de couleur brun foncé. La tête et le thorax sont brun rougeâtre avec une forte crête brun noir dont l'extrémité est rougeâtre. Les pattes brun foncé ont des extrémités postérieures tachetées de blanchâtre. L'abdomen gris brunâtre clair avec des crêtes dorsales foncées présente une longue touffe anale très dense et jaunâtre à l'intérieur. Les ailes antérieures brun chocolat sont courtes et larges, atteignant une longueur de 18 mm. Les ailes postérieures sont de couleur gris brunâtre clair et atteignent des longueurs de 38 mm.
Une espèce similaire est Euplexia lucipara.

## Répartition et habitat
Euplexia euplexina est endémique de l'ouest des îles Canaries. Elle est présente à La Gomera, La Palma et Tenerife.
L'espèce se trouve principalement dans les laurisylves, dans des endroits humides, riches en herbes et ombragés entre les arbres, au bord des routes dans les forêts et sur le côté nord des pentes.

## Plantes hôtes
L'insecte consomme les plantes des espèces Argyranthemum broussonetii, Bituminaria bituminosa, Dryopteris guanchica, Dryopteris oligodonta (es), Pteridium aquilinum et Urtica morifolia.
Les imagos peuvent être présents toute l'année, mais moins souvent en été. Les chenilles sont souvent difficiles à trouver car très cachées, mais peuvent néanmoins être observées pendant la journée. Elles peuvent être attirés par la lumière la nuit. Les jeunes chenilles sont de couleur verte, qui devient brunâtre en vieillissant. Elles se nymphosent ensuite dans un cocon léger dans la couche de litière.

## Classification
Le nom valide complet (avec auteur) de ce taxon est Euplexia euplexina Rebel, 1917.
Euplexia euplexina a pour synonymes :
- Euplexia albicincta Pinker, 1965
- Euplexia albistrigata Pinker, 1965
- Euplexia aureocincta Pinker, 1965
- Euplexia aureostrigata Pinker, 1965
- Euplexia wollastoni Rebel